# 3rd Conference of the International Woman Suffrage Alliance
Third Conference of the International Woman Suffrage Alliance var en internationell konferens som ägde rum i Köpenhamn i Danmark 7-11 augusti 1906. Konferensen arrangerades för International Woman Suffrage Alliance av Danske Kvindeforeningers Valgretsforbund. Kanada, Ungern och Italien accepterades som medlemmar. 